# Посылка (поэзия)
Посылка (фр. envoi) — метрическое повторение заключительной части последней строфы песни, обычно содержащее её посвящение. «Envoi» — термин средневековой французской поэтики, которому соответствуют:  в средневековом провансальском языке «tornada», староитал. «commiato», «congedo», «ritornello», «volta» и исп. «finida», «deshecha». В качестве признака жанра посылка становится обязательной в старофранцузской балладе XV века: её ещё не знает в своих балладах Гийом де Машо, но она уже фигурирует в балладах Жана Фруассара и Эсташа Дешана. Обычно посылка в балладе начинается словом «Принц» (фр. Prince или «Принцесса» фр. «Princesse»), но, например, у Франсуа Вийона многие баллады не имеют традиционного «Prince» в начале посылки.
В статье использован текст из Литературной энциклопедии 1929—1939, перешедший в общественное достояние, так как автор — Р. Ш. — умер в 1939 году. 